# ミヤマスミレ
ミヤマスミレ（深山菫、学名：Viola selkirkii Pursh ex Goldie）は、スミレ科スミレ属に分類される多年草の1種。

## 特徴
地上茎はなく、細長い根茎から花後に匐枝を出し、先端に新苗をつける。3-5個の根生葉は薄く、淡緑色、長さ2-3 cm、幅2-2.8 cm、先端が尖り、基部は深く湾入し、耳状に張り出した部分がくっきり互いに重なる場合もある。縁に粗い波状の鋸歯がある。葉身はハート形。基部には皮針形の托葉がある。葉柄は長さ3-10 cm、花茎は根生葉の間から伸びて高さ5-8 cm、薄紅紫色のやや大きい花を1個つける。花弁は長さ1.2-1.5 cm、5弁、2個上弁は斜立ち、2個の側弁は斜めに垂れ無毛、唇弁は側弁とほぼ同長で濃紫色の線があり、距は長さ6-8 mmと長い。萼片は5個、長さ5-7 mm、披針形。葉柄、花柄と萼片にまばらに毛があるをつける。花期は5-6月。蒴果は長い楕円形、長さ8-10 mm、熟すと3裂して種子を散らす。染色体数は2n=12､24（2倍体、4倍体）。ホソバヒョウモンやカラフトヒョウモンなどの幼虫が食草としている。

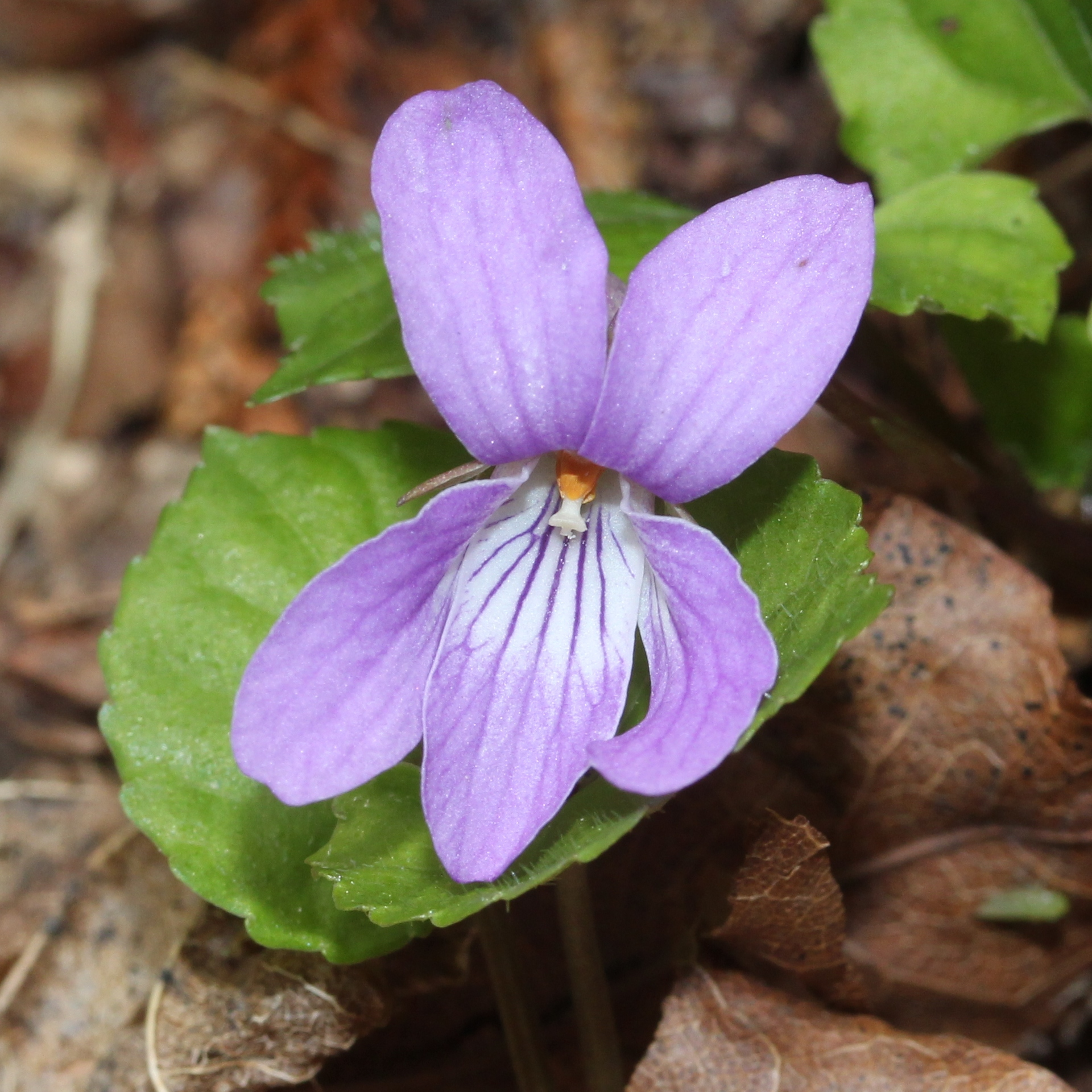
薄紅紫色の花、唇弁に濃紫色の線がある
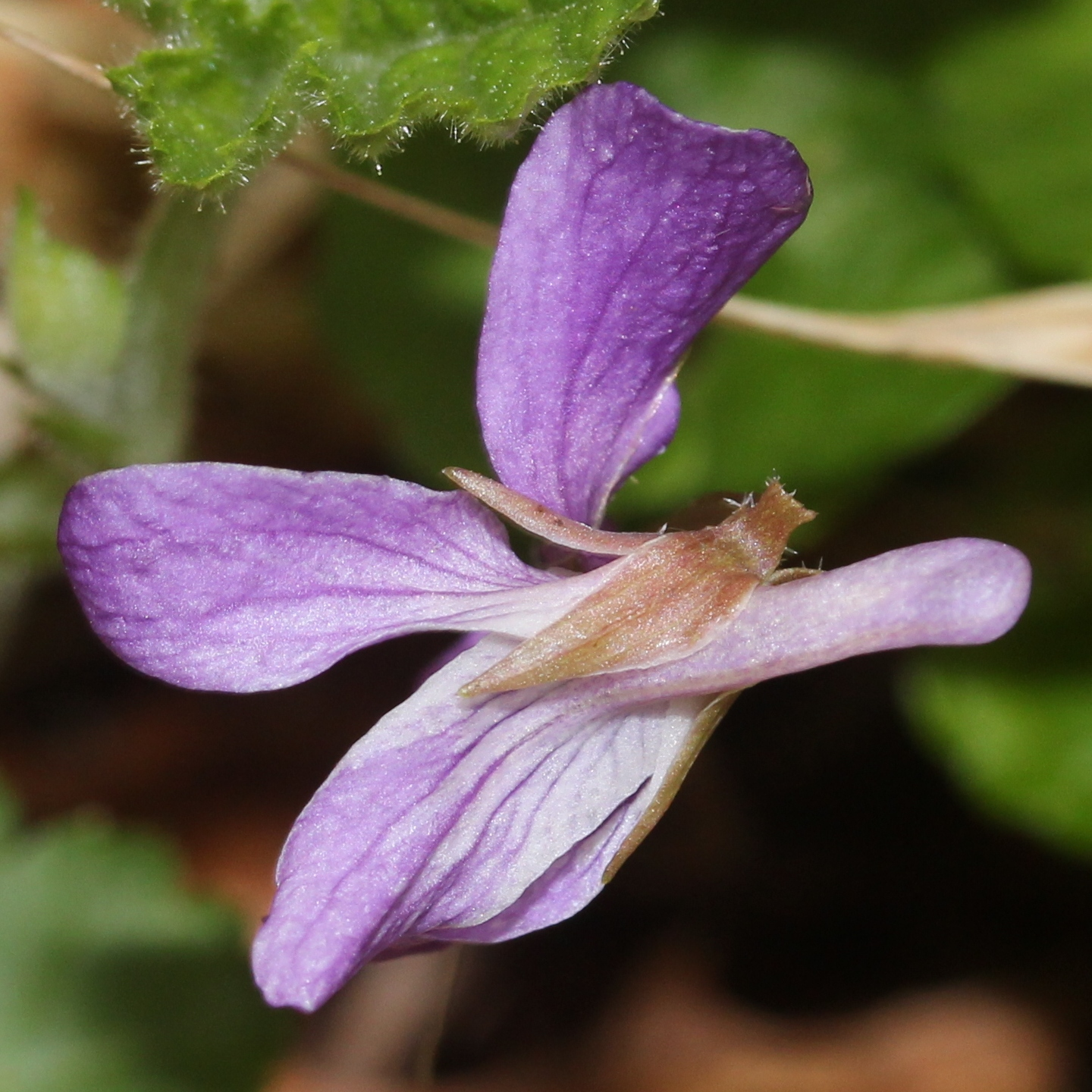
距は長く、萼片は披針形
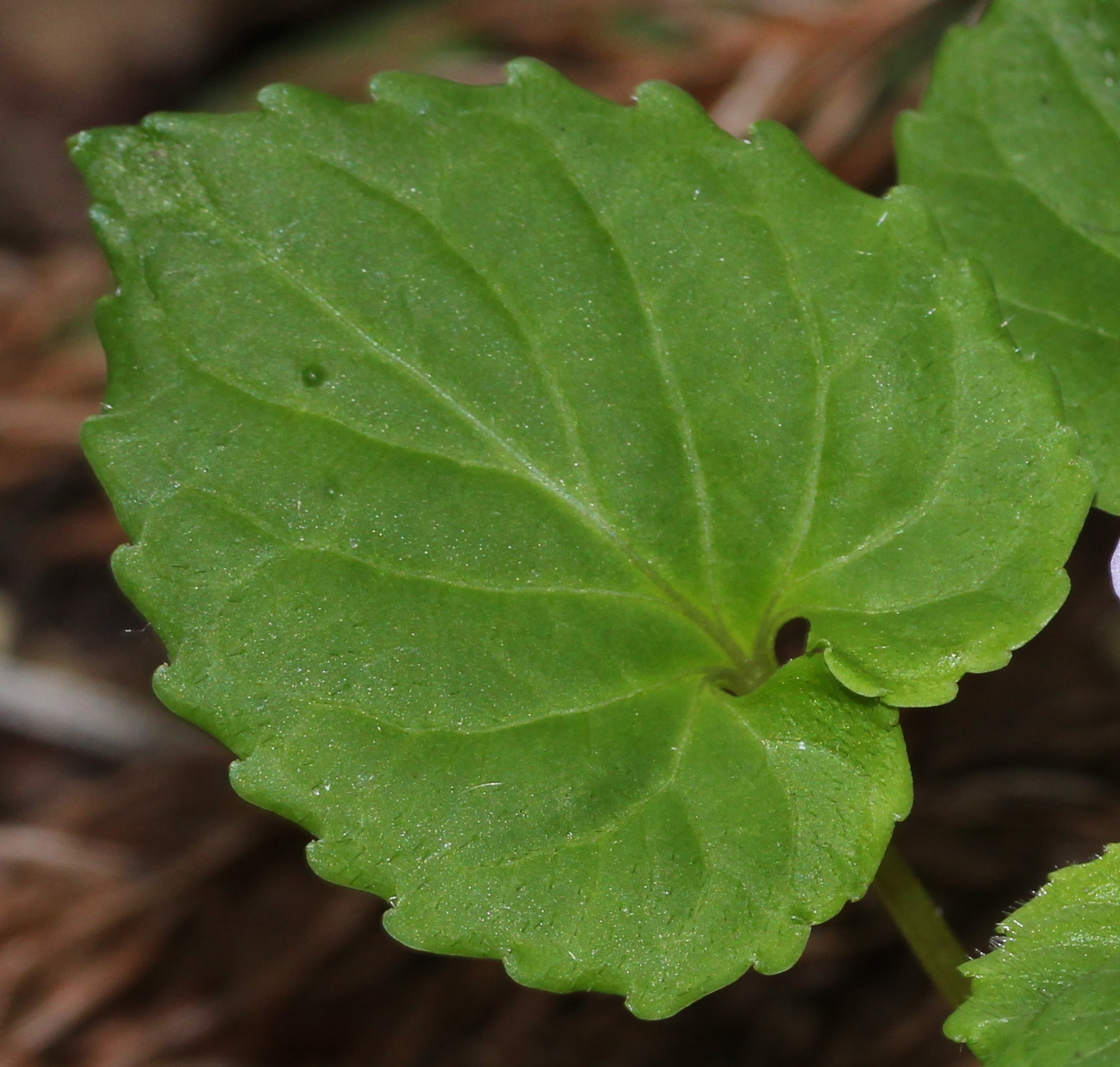
葉身はハート形、縁に粗い波状の鋸歯がある

### 学名に関して
本種の種小名である selkirkii は「Selkirk氏の」の意味に取れ、つまりSelkirkという人物にちなんで命名した、と取れる。この人名が誰であるかについては2説がある。1つはロビンソン・クルーソーのモデルとなったとされるアレキサンダー・セルカークとするもので、もう1つはスコットランド、セルカーク州の領主、トーマス・ダグラス・セルカーク伯に由来するというものだ。後者は囲い込み運動で土地を奪われたスコットランドの貧しい農民のためにカナダに広大な植民地を建設したことでよく知られている。
牧野の図鑑では前者が採用されているように見える。昭和15年の版では本種の記述には種小名については何も述べていないが、後の版、例えば牧野(1986)では種小名について「ロビンソン・クルーソーのセルカークにちなんでいるという説もある」と述べた後に何故か「原産地はカーク卿が所有した山」との、他の部分との関連が不明な一文が付随している。
ただしこの部分は最新のものでは手が加えられており、牧野原著(2017)ではやはりアレクサンダー・セルカークを元とするとの説明と共に「この種が人里離れた深山に生息」している事によるとの理由付けを書いてある。が、同時に原産地についてはセルカーク卿の所有する山であったと書いており、むしろこちらが「その名の起源であろう」としている。この加筆がどのような由来を持つかは不明であるが、最初から「カーク卿」の語が含まれていたことから見ると、牧野は両方の説を知っていたのであろう。
いがりまさし(2008)では前者についてはまったく触れず、後者のみが取り上げられている。それによるとこの種の記載はゴールディーによるが、その同定はフレデリック・パーシュにより、彼はこの学名をゴールディーに指示したという。パーシュとセルカーク伯は3歳違いの同年代であり、当然パーシュは伯を知っていたろうといがりまさしは推定しているが、それ以上の事情については明確な記述はない。

## 分布と生育環境

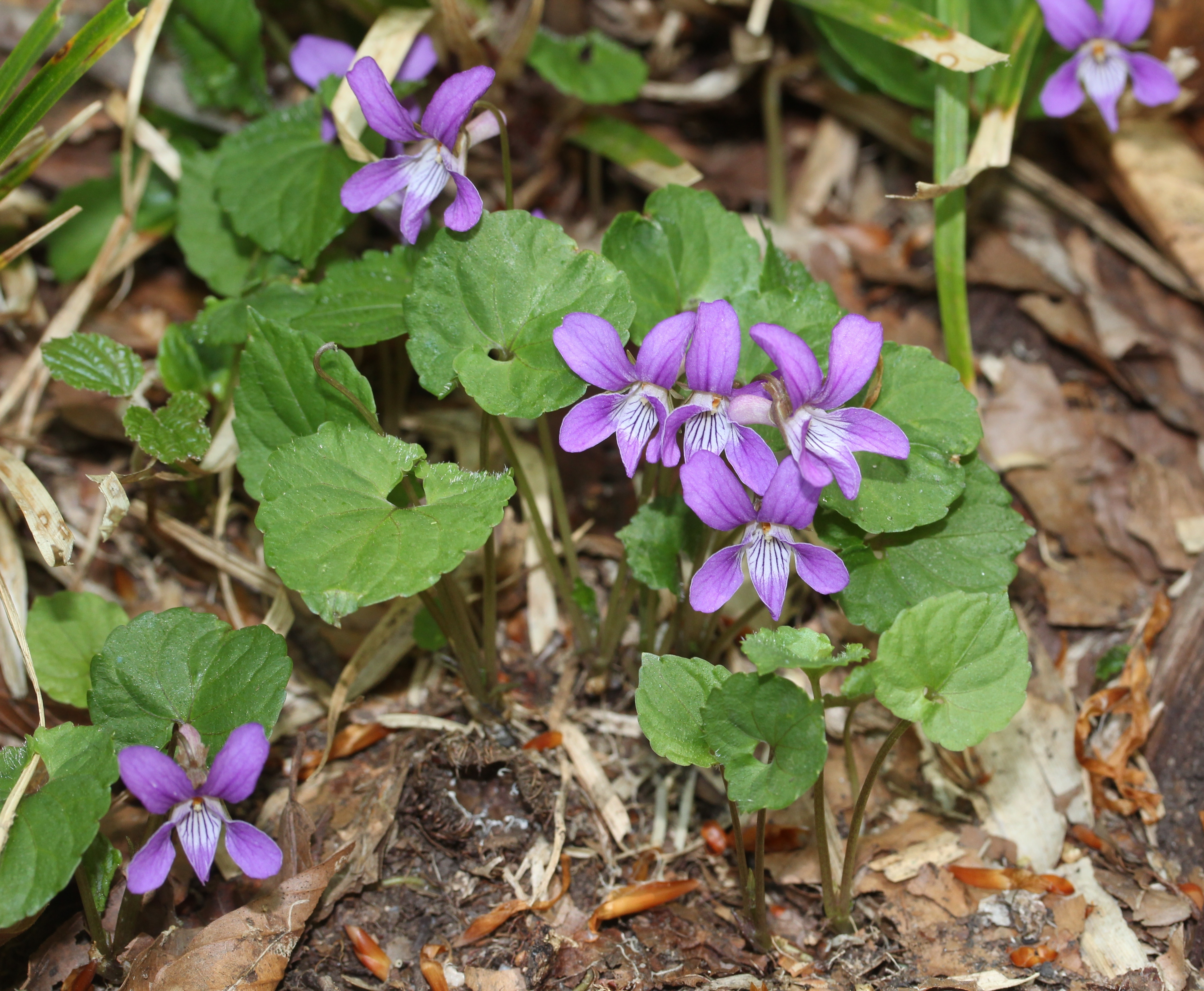
山地上の林縁に生育するミヤマスミレ

北半球北部（ヨーロッパ、シベリア、北アメリカなど）の温帯から亜寒帯にかけて広く分布する。基準標本は、カナダケベック州モントリオール付近のもの。
日本では、北海道、本州（中部地方以北、広島県）、四国（徳島県）、九州（中部）に分布する。
亜高山帯から山地帯にかけての明るいやや湿り気のある林縁や草地に生育する。

## 分類
以下の品種が知られている。
- シロバナミヤマスミレ（白花深山菫、学名：Viola selkirkii Pursh ex Goldie f. alba Tatew.[2] - 白色の花をつける品種[5][6]。
- ハダカミヤマスミレ（裸深山菫、学名：Viola selkirkii Pursh ex Goldie f. subglabra (W.Becker) M.Mizush.[3] - 基準型は葉の表面と裏面の脈上に粗毛が散生し、葉柄や花柄、萼片にもまばらに毛があるが、葉身の基部と葉柄の上端のみに短毛がある品種[5][6]。
- フギレミヤマスミレ（学名：Viola selkirkii Pursh ex Goldie f. lacinaata}) - 葉の縁の切れ込みが深いものを本品種として扱われることがある[5]。
- フイリミヤマスミレ（斑入深山菫、学名：Viola selkirkii Pursh ex Goldie f. variegata (Nakai) F.Maek.[4] - 葉脈に沿って白い斑紋のある品種[6]、変種（var. variegata）として扱われることもある[5]。基準標本は朝鮮半島北部と北海道のもの[5]。

## 種の保全状況評価
日本では以下の都道府県で、レッドリストの指定を受けている。静岡県の奥大井県立自然公園の特別地域などで、捕獲や採取等を規制する植物の指定を受けている。
- 絶滅危惧IA類（CR） - 徳島県[18]
- 絶滅危惧IB類（EN） - 山梨県[19]、静岡県[20]
- 絶滅危惧II類（VU） - 埼玉県[21]、東京都西多摩[22]、高知県[23]
- 準絶滅危惧（NT） - 愛媛県[24]